# Vnà
Vnà ([fna]ⓘ, ursprünglich Mna, dt. früher Manas) ist ein Dorf im Unterengadin, im Schweizer Kanton Graubünden auf 1630 m ü. M. Die Fraktion Vnà gehört zur politischen Gemeinde Valsot (bis Ende 2012 Ramosch). Der Ort hat knapp 60 mehrheitlich reformierte und rätoromanischsprachige (Idiom Vallader) Einwohner. Das geschlossene Dorf liegt an einem steilen Hang auf 1600 m ü. M. und ist etwa 3 km von Ramosch und etwa 11 km vom touristischen Zentrum des Unterengadins, Scuol, entfernt.

## Geschichte

Vnà, Luftbild von Werner Friedli (1954)

Bei Vnà führte ein urgeschichtlicher Weg von der Kuppe Mottata zum Fimberpass vorbei. In den Bündner Wirren 1621–1622 wurde es offenbar im Gegensatz zu den anderen Dörfern des Unterengadins nicht zerstört. 1680 sind in Vnà 71 Haushaltungen nachgewiesen. Im 17. und 18. Jahrhundert bestanden mit Ramosch mehrfach grosse Spannungen, etwa als die Synode für Vnà einen eigenen Pfarrer bewilligte, Ramosch aber grosse Auflagen durchsetzte. In Vnà wurde intensiver Ackerbau betrieben, inzwischen lebt das Dorf von der Viehwirtschaft und einem bescheidenen Tourismus. Seit 1978 existiert ein Dorfmuseum.

## Sehenswürdigkeiten

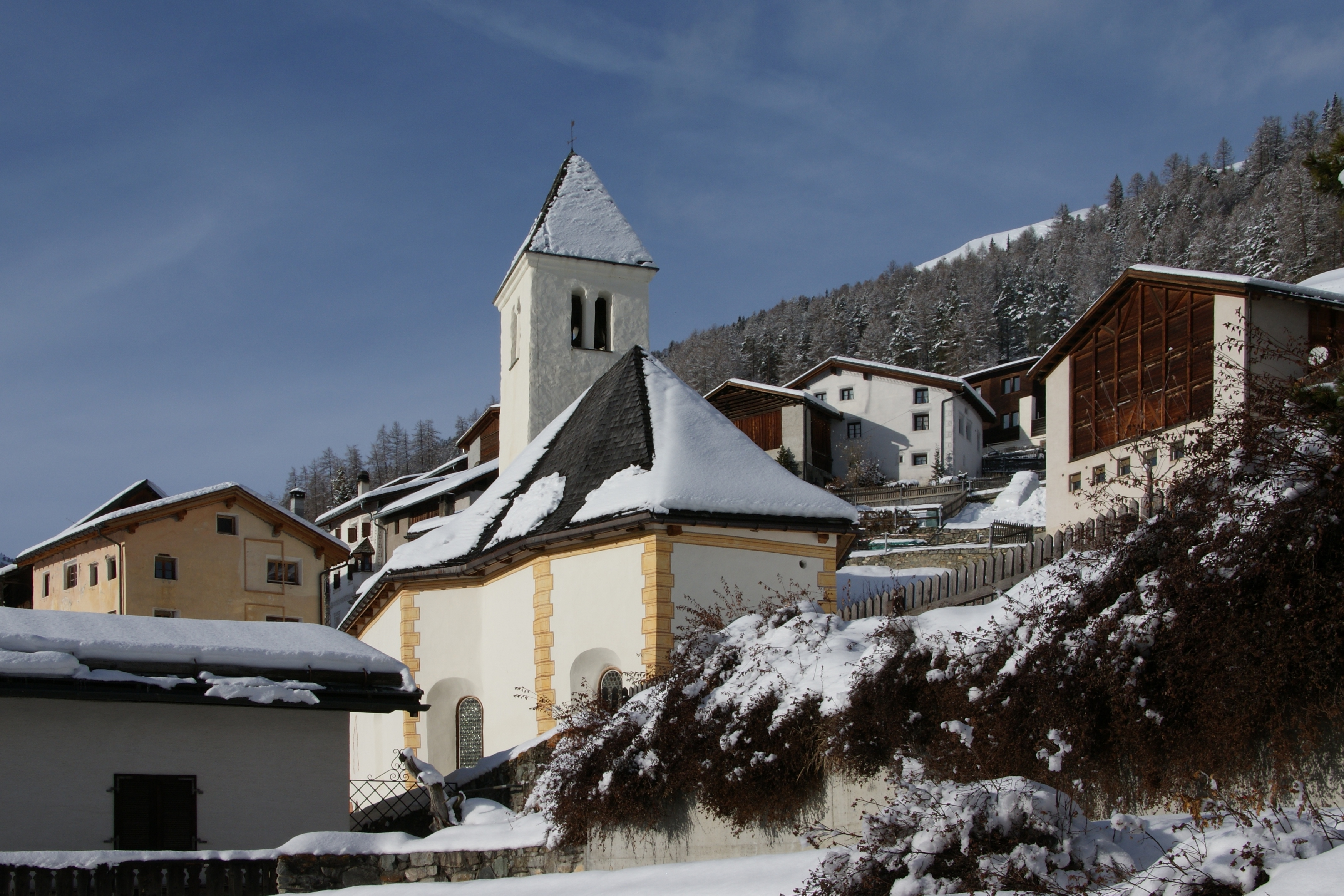
Reformierte Kirche

Vnà ist im Inventar der schützenswerten Ortsbilder der Schweiz aufgeführt.
Neben einigen Wanderwegen ins Val Sinestra, nach Zuort, Samnaun oder Griosch sind vor allem die kleine reformierte Dorfkirche und das Dorfmuseum sehenswert. Die Kirche wurde 1963 bis 1965 sowie 2001 renoviert. Das Museum enthält über 400 Exponate von Künstlern und Sammlern.

## Persönlichkeiten
- Gudench Barblan (1860–1916), Dichter der Engadiner Hymne Chara lingua da la mamma
- Nuot Vonmoos (1901–1973), Jodellied-Komponist u. a. von Dorma bain
- Dialma Jakob Bänziger (1927–2022), Brückenbau-Ingenieur
- Elena Könz (* 1987), Snowboarderin